# Zeche Vereinigte Louisenglück
Die Zeche Vereinigte Louisenglück ist ein ehemaliges Steinkohlenbergwerk in Bommern. Das Bergwerk ist aus einer Konsolidation mehrerer vormals eigenständiger Bergwerke entstanden.

## Geschichte

### Die Anfänge
Am 10. Mai des Jahres 1853 konsolidierten die Zechen Altena, Turteltaube Südflügel, Louisenglück ins Osten, Louisenglück, Gutekauf und Oberste Frielinghaus unterhalb der Erbstollensohle des St. Johannes Erstollens zur Zeche Vereinigte Louisenglück. Zweck dieser Konsolidation war die Auffahrung einer gemeinsamen 72-Lachter-Sohle. Durch die Konsolidation erstreckte sich das Grubenfeld des neuen Bergwerks über beide Flügel der Borbecker Mulde. Begrenzt wurde das Grubenfeld im Osten durch die Ruhr und im Westen durch den Muttenbach. Zum Zeitpunkt der Konsolidation waren drei Schächte vorhanden, der Wetterschacht Constanz und die beiden Förderschächte Jupiter und Elisabeth, beide Förderschächte waren in Förderung. Nach der Konsolidation wurde auf der 1. Sohle mit der Auffahrung eines Querschlags in südlicher Richtung begonnen. Mit dem Querschlag sollten die Flöze Geitling, Kreftenscheer und Mausegatt aufgeschlossen werden. Im darauffolgenden Jahr wurde damit begonnen, den Schacht Elisabeth tiefer zu teufen. Am Schacht waren zwei Dampfmaschinen installiert. Die größere der beiden Maschinen hatte eine Leistung von 145 PS und wurde als Wasserhaltungsmaschine verwendet. Die kleinere hatte eine Leistung von 25 PS und wurde als Antrieb für die Fördermaschine eingesetzt. Im Jahr 1855 erreichte Schacht Elisabeth eine Teufe von 230 Metern. Es wurden die Ausrichtungsarbeiten auf der I. und der II. Tiefbausohle weiter fortgesetzt. Es wurde in drei Flözen abgebaut. Die Flöze hatten eine Mächtigkeit von 34 Zoll bis zu 60 Zoll. Außerdem wurde in diesem Jahr eine 695 Lachter lange Bahn in Betrieb genommen. Die Bahn wurde zweispurig ausgeführt und reichte vom Bergwerk über die Ruhr bis zum Bahnhof Witten-West. Um die Ruhr überqueren zu können, wurde eine Pontonbrücke errichtet. Das Bergwerk gehörte zu diesem Zeitpunkt zum Märkischen Bergamtsbezirk und dort zum Geschworenenrevier Hardenstein.

### Der weitere Betrieb
Im Jahr 1856 wurde im Schacht Jupiter ein Abhauen zur 2. Sohle erstellt. Am 6. Juni des Jahres 1856 wurde mit der Zeche Herberholz ein Abbauvertrag geschlossen. Dieser Vertrag regelte die Lösung der Zeche Herberholz durch die Zeche Vereinigte Louisenglück, die auch die tonnlägige Förderung der Zeche Herberholz übernahm. Der Zeche Herberholz war es aufgrund des Vertrages nun möglich, den Sicherheitspfeiler der westlichen Markscheide zu durchörtern. Weiter wurde vereinbart, dass die Zeche Herberholz trotz dieser Maßnahmen eigenständig blieb. Die auf Herberholz abgebauten Kohlen wurden unter Tage mittels Förderwagen zum Schacht Elisabeth gefördert und dort nach über Tage gefördert. Über Tage wurden die Kohlen zur Ruhr oder auch zum Bahnhof nach Witten transportiert. Zusätzlich zur Kohlenförderung übernahm die Zeche Vereinigte Louisenglück auch das Abpumpen der im Feld Herberholz anfallenden Grubenwässer. Auf der Zeche Vereinigte Louisenglück waren trotz dieses Mehraufwandes bei der Förderung keine zusätzlichen Betriebseinrichtungen erforderlich. Allerdings wurde geplant, für die Streckenförderung Grubenpferden einzusetzen. Im Jahr 1859 wurden die Aus- und Vorrichtungsarbeiten weiter fortgeführt. Der Abbau schritt in den Folgejahren weiter in westlicher Richtung fort. Im Jahr 1860 wurde der westliche Teil des Grubenfeldes der Zeche Flößgraben erworben. Der Abbau und die Aus- und Vorrichtung wurden in diesem Jahr im Feld Herberholz ohne Störungen weiter fortgeführt. Ab diesem Jahr wurde auch das Flöz Finefrau aufgeschlossen. Dieses Flöz lag oberhalb der bisherigen in Verhieb befindlichen Flöze. Die Leitung des Bergwerks wurde in diesem Jahr von Direktor Diedrich Köllermann übernommen. Köllermann ließ in den Folgejahren die Streckenförderung rationalisieren. Im Jahr 1862 wurde zwecks Untersuchung des Muldensüdflügels des Flözes No. 2. auf II. Sohle mit der Erstellung eines Abhauens begonnen. Das Abhauen wurde im selben Jahr bis auf eine Länge von 11½ Lachter niedergebracht. Man erwartet bei einer Teufe von 40 Lachter das Muldentiefste.
Im Jahr 1863 wurden größere Förderwagen mit einem Fassungsvermögen von 10 Scheffeln angeschafft, außerdem wurde die Streckenförderung auf Pferdeförderung umgestellt. Am 17. Juni des Jahres 1864 kam es zu einem größeren Schaden an der Wasserhaltungspumpe. Der Balancier der Maschine war gebrochen und die Reparaturarbeiten dauerten über einen Monat an. Aufgrund der Schwere dieses Schadens soff die 2. Sohle ab. Während der Reparaturarbeiten ließ der Direktor Köllermann die Dampfmaschine modifizieren und verstärken. Ab dem 27. Juli desselben Jahres wurden die Sümpfungsmaßnahmen begonnen. Im Jahr 1865 wurde auf der zweiten Tiefbausohle ein untertägiger Großraum erstellt. Der Raum diente der Aufstellung einer Wasserhaltungsdampfmaschine. Die Maschine hatte eine Leistung von 22 PS. Der Kessel und die Feuerung wurden unter Tage installiert. Damit es nicht zu einem Grubenbrand kommen konnte, wurden die Dämpfe und Abgase der Maschine über spezielle Vorkehrungen abgeleitet. Die Maschine sollte das beim Abbau der unter der zweiten Tiefbausohle anstehenden Flöze anfallende Grubenwasser abpumpen. Durch diese Maßnahme war es nicht erforderlich, den Hauptschacht tiefer zu teufen. Im selben Jahr wurde ab der 2. Sohle ein tonnlägiger Blindschacht geteuft. Bei einer seigeren Teufe von 300 Metern wurde die 3. Sohle angesetzt. Es wurde ein Vertrag mit der Zeche Neubommerbank geschlossen, der den Abbau im Bereich der Feldesgrenzen regelte. Die Zeche Neubommerbank baute aufgrund dieses Vertrages ihr östliches markscheidendes Grubenfeld oberhalb der 2. Sohle der Zeche Vereinigte Louisenglück ab. Die abgebauten Kohlen wurden im Schacht Elisabeth gefördert. Das Bergwerk gehörte zu diesem Zeitpunkt zum Bergrevier Sprockhövel.

### Die weiteren Jahre
Im Jahr darauf waren die Kohlenvorräte der Zeche Vereinigte Louisenglück fast aufgebraucht, aus diesem Grund wurde ein von der Zeche Vereinigte Hardenstein angepachtetes Grubenfeld unterhalb der St. Johannes Erbstollensohle ausgerichtet. Ab Januar des Jahres 1866 wurde im Schacht Elisabeth die Seilfahrt vom Bergamt offiziell zugelassen. Die Seilfahrt über den Schacht Elisabeth erfolgte bis zur 2. Sohle. Auf dem Förderkorb durften während der Seilfahrt maximal sechs Bergleute mitfahren. Die Fördergeschwindigkeit betrug maximal 1,6 Meter pro Sekunde. Im Jahr 1868 wurde der tonnlägige Blindschacht tiefergeteuft und noch im selben Jahr wurde bei einer seigeren Teufe von rund 225 Metern die 4. Sohle angesetzt. Über der 3. Sohle nahm die Zeche Neubommerbank ihre weitere Lagerstättenteile in Verhieb. In den 1870er Jahren kam es auf dem Bergwerk mehrfach zum Absaufen der Grubenbaue. So soff im Jahr 1870 die Zeche bedingt durch Ruhrhochwasser, das sich aufgrund von starken Regenfällen gebildet hatte, ab und musste erneut gesümpft werden. Im selben Jahr wurde das Grubenfeld der Zeche Louisenglück ins Osten für den Abbau angepachtet. Trotzdem blieb die Zeche Louisenglück ins Osten bergrechtlich weiterhin eigenständig. Im Jahr 1871 soff die Grube nach Regenfällen erneut ab und musste gesümpft werden. Um die Pumpen zu unterstützen, wurden Kästen unter die Förderkörbe gehängt und mit diesen dann zusätzliches Wasser aus dem Grubengebäude abgeschöpft.
Im Jahr 1873 wurde im Schacht Elisabeth ein Aufbruch von der 3. Sohle zur 2. Sohle erstellt. Ab dem Jahr 1876 konnte im Schacht Elisabeth nun auch bis zur 3. Sohle Seilfahrt stattfinden. Im Jahr 1878 kam es zu erhöhten Zuflüssen von Grubenwasser, die dazu führten, dass die 4. Sohle absoff. Die Pumpenwärter konnten sich nur retten, indem sie von der untersten Sohle flohen. Im Jahr 1879 konnte im Schacht Elisabeth bis zur 4. Sohle gefördert werden. Im selben Jahr wurde ein Lösungs- und Abbauvertrag für das Feld Herberholz geschlossen. Durch die Ausweitung des Grubengebäudes kam es zu immer stärker werdenden Zuflüssen von Grubenwasser. Dies führte letztendlich dazu, dass das Bergwerk trotz Steigerung der Produktion immer mehr an Rentabilität verlor. Im Jahr 1880 kam es zu starken Wasserzuflüssen, pro Minute flossen 5,4 Kubikmeter Wasser in die Grubenbaue. Ab dem Jahr 1880 gingen die Kohlenvorräte im Grubenfeld von Vereinigte Louisenglück allmählich zu Ende. Im Jahr 1881 wurde im Feld der stillgelegten Zeche Louischen noch restliche anstehende Kohlen abgebaut. Am 7. Februar des Jahres 1883 wurde ein neuer Vertrag geschlossen, der den Abbau des Feldes Louisenglück ins Osten regelte. Im April desselben Jahres wurde mit dem Abbau im Feld Louisenglück ins Osten begonnen. Außerdem wurde in diesem Jahr die 4. Sohle abgeworfen.

### Die letzten Jahre
Im Jahr 1884 wurden unterhalb der St. Johannes Erbstollensohle noch anstehende Restpfeiler abgebaut. Dieser Restpfeilerabbau brachte dem Bergwerk noch einmal Gewinne. Allerdings kam es in diesem Jahr zu Problemen mit der Wasserhaltung, dadurch bedingt musste die Förderung zeitweise eingestellt werden. Mittlerweile waren die Anlagen des Bergwerks veraltet und bedingt durch die hohen Kosten für die Wasserhaltung war das Bergwerk nicht mehr genügend wirtschaftlich zu betreiben. Im Jahr 1885 kam es zu einem Bruch an der Wasserhaltungsmaschine. Dadurch bedingt fiel die Wasserhaltung komplett aus und das Grubengebäude soff erneut ab. Da sich eine Reparatur aufgrund der Überalterung der Maschine nicht mehr lohnte, wurde der Betrieb komplett eingestellt. Am 19. Januar des Jahres 1885 wurde die Zeche Vereinigte Louisenglück stillgelegt. Im Jahr 1891 übernahm die Zeche Vereinigte Hermann den Schacht Constanz als Wetterschacht. Im Jahr 1948 wurde das Grubenfeld noch einmal bergmännisch bearbeitet.

## Förderung und Belegschaft
Auf dem Bergwerk wurden in den Jahren Esskohlen abgebaut. Die ersten bekannten Belegschafts- und Förderzahlen stammen aus dem Jahr 1853, damals waren etwa 350 Bergleute auf dem Bergwerk beschäftigt, die eine Förderung von 58.500 Tonnen Steinkohle erbrachten. Im Jahr 1855 wurden mit 254 Beschäftigten 180.582 preußische Tonnen Steinkohle gefördert. Im Jahr 1857 wurden von 303 Beschäftigten 221.399 preußische Tonnen Steinkohle gefördert. Im Jahr 1859 sank die Förderung auf 175.771 preußische Tonnen Steinkohle, diese Förderung wurde von 274 Beschäftigten erbracht. Im Jahr 1860 sank die Förderung unter 150.000 preußische Tonnen Steinkohle. Im Jahr 1864 sank die Förderung drastisch auf nur noch etwa 15.000 preußische Tonnen Steinkohle. Dies war die Gesamtförderung der Bergwerke Oberste Frielingbank, Flößgraben, Neubommerbank, Herberholz und Vereinigte Louisenglück. Die Belegschaftszahl auf der Zeche Vereinigte Louisenglück sank auf 193 Bergleute. Im Jahr 1865 wurden von 182 Beschäftigten 32.641 Tonnen Steinkohle gefördert. Im Jahr 1870 wurde von 197 Beschäftigten eine Förderung von 34.174 Tonnen Steinkohle erbracht. Im Jahr 1874 wurden eine Förderung von rund 44.000 Tonnen erbracht, die Belegschaftsstärke lag in diesem Jahr bei 280 Beschäftigten. Zu dieser Zeit wurden auf dem Bergwerk gute und stückreiche Fettkohle gefördert. Im Jahr 1875 wurden von 316 Beschäftigten 44.477 Tonnen Steinkohle gefördert. Im Jahr 1880 lag die Förderung bei 35.757 Tonnen Steinkohle, die Belegschaftsstärke lag bei 181 Beschäftigten. Im Jahr 1884 sank die Belegschaftsstärke auf 103 Bergleute, die Förderung lag bei 16.885 Tonnen Steinkohle. Die letzten bekannten Förderzahlen des Bergwerks stammen aus dem Jahr 1885, es wurden nur noch 219 Tonnen Steinkohle abgebaut.

## Kleinzeche Vereinigte Louisenglück
Die Kleinzeche Vereinigte Louisenglück in Bommern war der Nachfolgebetrieb der Zeche Vereinigte Louisenglück. Besitzer des Stollens war Georg Voßkühler. Diese Kleinzeche wurde im Jahr 1948 in Betrieb genommen, um den stehengebliebenen Sicherheitspfeiler der Zeche Vereinigte Louisenglück abzubauen. Am 15. Februar des Jahres 1949 wurde das Bergwerk bei der Berufsgenossenschaft angemeldet. Das Bergwerk war jedoch nur wenige Monate im Betrieb und wurde bereits am 31. August desselben Jahres wieder stillgelegt. Am 12. April des Jahres 1950 wurde das Bergwerk wieder bei der Berufsgenossenschaft abgemeldet.

## Heutiger Zustand
Von der Zeche Vereinigte Louisenglück ist heute noch ein altes Steigerhaus vorhanden. Das Haus steht am ehemaligen Standort des Schachtes Constanz. Allerdings handelt es sich bei diesem Haus nicht um das Steigerhaus, das von 1825 bis 1860 vom Steiger Best bewohnt wurde. Das heutige Steigerhaus wurde um das Jahr 1860 errichtet und wird heute vom Sauerländischen Gebirgsverein als Vereinsheim genutzt.